# Pedra sobre Pedra
Pedra sobre Pedra é uma telenovela brasileira produzida e exibida pela TV Globo de 6 de janeiro a 31 de julho de 1992, em 179 capítulos. Substituiu O Dono do Mundo e foi substituída por De Corpo e Alma, sendo a 45ª "novela das oito" exibida pela emissora. 
Teve a autoria de Aguinaldo Silva, Ricardo Linhares e Ana Maria Moretzsohn, com colaboração de Márcia Prates e Flávio de Campos, foi dirigida por Paulo Ubiratan, Luiz Fernando Carvalho, Gonzaga Blota e Carlos Magalhães. A direção geral foi de Paulo Ubiratan. Foi coproduzida com a Radio e Televisão Portuguesa (que financiou 20% da produção) e exibida em horário nobre na RTP1.
Contou com as participações de Lima Duarte, Renata Sorrah, Armando Bógus, Eva Wilma, Maurício Mattar, Adriana Esteves, Eloísa Mafalda e Fábio Júnior, em uma trama que trata da rivalidade entre duas famílias no sertão nordestino, repleta de elementos de realismo fantástico.

## Enredo
A pequena cidade de Resplendor, localizada no sertão nordestino, era o palco das disputas políticas entre os Pontes e os Batista. Murilo Pontes ia se casar com a jovem Pilar Farias, por quem Jerônimo, o herdeiro dos Batista, também era apaixonado. No dia do casamento de Murilo e Pilar, a noiva diz não em pleno altar, por acreditar que Murilo fosse o pai da criança que Eliane, sua melhor amiga, estava esperando. Desejando vingança, Pilar se casa com Jerônimo, inimigo de Murilo, enquanto este se casa com Hilda, uma jovem que sempre o amara. Dessa união nasce Leonardo, e Murilo vai seguir carreira política em Brasília, enquanto Pilar tem uma filha, Marina, e fica viúva no dia do nascimento da filha. Antes disso, a filha de Eliane nasce, mas a mãe morre no parto e Pilar assume a educação da menina, dando-lhe o nome da mãe, Eliane.
Com a morte do marido, Pilar assume a liderança da família Batista, composta agora por ela, sua filha Marina, seu cunhado boêmio Carlão Batista (único irmão de Jerônimo) e a avó de Carlão e Jerônimo, a centenária Dona Quirina, de 120 anos de idade. 
Vinte e cinco anos se passam, Murilo está de volta a Resplendor e reencontra Pilar querendo fazer de sua filha, Marina, a prefeita da cidade, destino que ele reservara para seu filho, Leonardo. Mas os dois não contam que seus filhos, ao se conhecerem, se apaixonam e têm que esconder esse amor por causa da rivalidade entre seus pais, rivalidade essa que oculta um amor mal resolvido.
Mas os Pontes e os Batista terão na briga pelo comando de Resplendor um adversário perigoso: Cândido Alegria, um homem que enriqueceu roubando e matando o amigo português Benvindo Soares, e que nutre uma paixão por Pilar Batista. Para conseguir o que quer - a prefeitura de Resplendor e o coração de Pilar - Cândido Alegria conta com a ajuda da ambiciosa Eliane, a agregada da família Batista, que nem desconfia de que ele é o seu pai biológico.
Mas Resplendor tem outros mistérios. A cidade recebe a visita do enigmático fotógrafo Jorge Tadeu, que se ocupa em fotografar e seduzir as mulheres casadas da cidade. Entre elas, Úrsula, filha da beata Gioconda, a irmã de Murilo Pontes.
Também está na cidade um grupo de ciganos liderados por Yago. A irmã de Yago, a Bela Vida, se apaixona por Carlão Batista, mas tenta fugir a essa paixão, por saber que seu irmão não permitirá esse envolvimento. Carlão é o cunhado de Pilar e proprietário do Grêmio Recreativo Resplendorino, que é dirigido por seu amigo e confidente Adamastor.

## Elenco
| Ator                | Personagem                                 |
| ------------------- | ------------------------------------------ |
| Lima Duarte         | Murilo Pontes                              |
| Renata Sorrah       | Pilar Batista                              |
| Armando Bógus       | Cândido Alegria                            |
| Eva Wilma           | Hilda Pontes                               |
| Maurício Mattar     | Leonardo Pontes                            |
| Adriana Esteves     | Marina Batista Pontes                      |
| Eloísa Mafalda      | Gioconda Pontes                            |
| Fábio Jr.           | Jorge Tadeu                                |
| Andréa Beltrão      | Úrsula Pontes                              |
| Paulo Betti         | Carlos Batista (Carlão)                    |
| Luíza Tomé          | Vida Gutierrez                             |
| Humberto Martins    | Yago Gutierrez                             |
| Carla Marins        | Eliane                                     |
| Arlete Salles       | Umbelina Queiroz (Francisquinha)           |
| Nelson Xavier       | Francisco Josué Queiroz (Delegado Queiroz) |
| Pedro Paulo Rangel  | Adamastor Moreira Crownley                 |
| Tânia Alves         | Lola                                       |
| Marco Nanini        | Ivonaldo Pontes                            |
| Elizângela          | Rosemary Pontes                            |
| Carlos Daniel       | Ernesto Soares Melo                        |
| Suzana Borges       | Inês Soares Melo                           |
| Osmar Prado         | Sérgio Cabeleira                           |
| Cecil Thiré         | Kleber Vilares                             |
| Nívea Maria         | Ximena Vilares                             |
| Isadora Ribeiro     | Suzana Frota                               |
| Miriam Pires        | Dona Quirina                               |
| Ênio Gonçalves      | Diamantino Maciel / Diamantino Pontes      |
| Lília Cabral        | Alva                                       |
| Paula Burlamaqui    | Nair                                       |
| Antônio Pompêo      | Padre Otoniel                              |
| Lu Mendonça         | Maria Eunice de Melo (Nice)                |
| Selton Mello        | Bruno de Melo                              |
| Maria Mariana       | Olímpia Vilares                            |
| Eduardo Moscovis    | Tíbor Gutierrez                            |
| Patricia Furtado    | Daniela Pontes                             |
| Raymundo de Souza   | Emanuel (Sete Estrelas)                    |
| Jackson Costa       | Ulisses Queiroz                            |
| Tereza Seiblitz     | Jerusa                                     |
| Roberto Frota       | Heraldo                                    |
| Thiago Justino      | Flô                                        |
| Ilva Niño           | Naninha                                    |
| João Carlos Barroso | Arquibaldo                                 |
| Ricardo Pavão       | Seu Bilico                                 |
| Rosane Gofman       | Zuleica                                    |
| Fernando Almeida    | Lírio                                      |
| Daniela Faria       | Liz                                        |
| Thelma Reston       | Romena                                     |

Andréa Avancini é creditada na abertura, mas sua personagem nunca entrou na novela.

### 1º Fase
| Ator               | Personagem                        |
| ------------------ | --------------------------------- |
| Nelson Baskerville | Murilo Pontes (jovem)             |
| Cláudia Scher      | Pilar Batista (jovem)             |
| Felipe Camargo     | Jerônimo Batista, marido de Pilar |
| Geraldo Del Rey    | Sebastião, pai de Pilar           |
| Luciana Braga      | Eliana, mãe de Eliane             |
| Buza Ferraz        | Benvindo Soares                   |
| Andréa Murucci     | Hilda (jovem)                     |
| Risa Landau        | Gioconda Pontes (jovem)           |
| Daniel Lobo        | Carlão Batista (menino)           |

### Participações especiais
| Ator                     | Personagem                                         |
| ------------------------ | -------------------------------------------------- |
| Nuno Leal Maia           | Laíre                                              |
| Reinaldo Gonzaga         | Paulo Henrique (PH)                                |
| Elias Gleizer            | taxista que traz os portugueses a Resplendor       |
| Carlos Eduardo Capeletti | Padre Diogo[carece de fontes?]                     |
| Neusa Borges             | Pombagira                                          |
| Francisco Carvalho       | Super Téo[carece de fontes?]                       |
| Ivan de Almeida          | Cazuza, empresário de diamantes[carece de fontes?] |
| Rosane Gofman            | Zuleica, segunda mulher de Queiroz                 |
| Via Negromonte           | Feliciana, amante de Queiroz                       |
| Paulo Ubiratan           | pretendente de Pilar numa viagem a Portugal        |
| Rogério Samora           | Miguel, antigo namorado de Inês                    |

## Produção

### Roteiro
Aguinaldo Silva trazia em Pedra Sobre Pedra vários elementos em comum com seus outros trabalhos, como a ambientação em uma cidade fictícia que faz as vezes de microcosmo do Brasil, cenas de realismo mágico e personagens com características parecidas. Aguinaldo já tinha apresentado estes elementos em Roque Santeiro e Tieta, e posteriormente em Fera Ferida, A Indomada, Porto dos Milagres e O Sétimo Guardião. O realismo fantástico de Aguinaldo era visto, por exemplo, na flor de Jorge Tadeu que enlouquecia as mulheres que a comiam, além de situações de humor, comédia e curiosidade, apresentadas nas figuras de Sérgio Cabeleira, um homem que sofria a cada lua cheia por se sentir fortemente atraído por ela. E Dona Quirina, uma mulher de 120 anos de idade e memória prodigiosa. Os figurinos também tinham uma concepção atemporal e traziam a mistura de detalhes de fantasia.

### Gravação
Pedra Sobre Pedra é uma coprodução da TV Globo com a emissora portuguesa RTP, que financiou 20% da produção. Algumas cenas da trama foram gravadas em Lisboa. Dois atores portugueses vieram ao Brasil para atuarem na telenovela, Carlos Daniel e Suzana Borges. Esta foi a segunda vez que a Globo fez parceria com uma emissora europeia. A primeira havia sido Lua Cheia de Amor, em 1990. A telenovela contou, na época, com a maior cidade cenográfica construída até então pela TV Globo. Pela primeira vez, foi usado também um calçamento em pé de moleque de verdade, colocado sobre uma base de concreto, para não ser danificado pela chuva ou lama. A construção do acampamento cigano, com três tendas de 60 m², exigiu um rigoroso trabalho de pesquisa. Na construção da gruta de 1 500 m², a produção fez uso de fibra de vidro e materiais naturais, como pedra e areia. As gravações fora da cidade cenográfica aconteceram nos municípios fluminenses de Volta Redonda, Valença e Vassouras e o Alto da Boa Vista, na cidade do Rio de Janeiro. Fora deste estado, a produção gravou na cidade baiana de Lençóis, onde a equipe teve de escalar despenhadeiros com equipamento às costas. A cidade de Resplendor e o enredo da novela foram inspirados no cotidiano da cidade de Lençóis, na Chapada Diamantina, que durante o século XX foi a maior exportadora de diamantes do mundo. Em diversos capítulos, os diálogos deixam claro a importância do garimpo de diamantes para a cidade fictícia de Resplendor que, em alguns trechos, é chamada de "A Capital dos Diamantes". Os primeiros capítulos e a maior parte das tomadas externas e aéreas foram feitas na Chapada Diamantina e, em especial, no município de Lençóis. A disputa política dualista entre famílias tradicionais foi inspirada em conflitos reais da região de Lençóis. A relação entre o enredo e o ambiente original do interior baiano foi tão significativo, que parte do cenário colonial montado no Projac para a segunda parte da novela, replicava construções reais do casario da tombada Lençóis.
Na questão do elenco, a personagem principal Pilar Batista, estava destinada inicialmente a Betty Faria, mas acabou ficando com Renata Sorrah, Betty acabou sendo relocada para a novela seguinte, De Corpo e Alma. Enquanto a personagem de Marina Batista foi destinada a Cristiana Oliveira, mas quem ficou com o papel foi Adriana Esteves, então Cristiana acabou reservada, também, para a novela seguinte, De Corpo e Alma. Arlete Salles teve de aprender a andar de lambreta, veículo usado pela sua personagem Francisquinha. Enquanto que Lília Cabral, intérprete da prostituta Alva, teve aulas com a professora de prosódia Iris Gomes da Costa para aprender o sotaque gaúcho. Para interpretar Sérgio Cabeleira, Osmar Prado teve como primeira referência o filme de drama italiano Kaos (1984), dos Irmãos Taviani, indicação do diretor Luiz Fernando Carvalho para ajudar o ator na composição do personagem. Pedro Paulo Rangel, que fez o homossexual Adamastor, contou que foi construindo o personagem com a resposta que recebia do público nas ruas. Nívea Maria homenageou a sua mãe com sua personagem Ximena, uma portuguesa inserida em um contexto nordestino, uma sugestão da própria atriz ao diretor Paulo Ubiratan, que aceitou. O próprio Paulo Ubiratan fez uma participação no último capítulo da novela, como um pretendente que a personagem Pilar Batista conhece ao embarcar em uma viagem. Nuno Leal Maia participou dos últimos capítulos da novela, no papel de um delegado. Eduardo Moscovis fez sua estreia na Rede Globo na novela, ainda como Carlos Eduardo de Andrade, no papel do cigano Tíbor. Estreia também de Isadora Ribeiro em novelas globais. A atriz já tinha feito Brasileiras e Brasileiros, em 1990, no SBT. Primeira novela "das oito" de Tereza Seiblitz, que havia estreado no horário das 18h, em Barriga de Aluguel, em 1990. O ator Armando Bógus, que fazia o vilão Cândido Alegria, ficou muito doente durante a novela e Aguinaldo Silva decidiu diminuir as entradas e falas do ator para poupá-lo. Mas ele reclamou, alegando que suportaria as gravações em ritmo normal, e levou o papel até o fim brilhantemente. Essa foi a última novela do ator, que ainda faria a minissérie Sex Appeal, que morreu em 2 de maio de 1993.

### Sequência
No decorrer de Pedra sobre Pedra, o diretor Luiz Fernando Carvalho concebeu uma sequência importante com inspiração no Movimento Armorial de Ariano Suassuna, levada ao ar seis meses depois na trama, mostrando uma celebração em homenagem a Nossa Senhora da Luz, santa padroeira da cidade de Resplendor, fictícia da trama. O sucesso da sequência intitulada O Auto de Nossa Senhora da Luz, confirmado pelo número de pedidos de reprise feitos por telespectadores à emissora, foi determinante para transformar o material em um telefilme, com cenas adicionais escritas por Braulio Tavares e interpretadas pelo músico e ator Antônio Nóbrega. Concorreu ao Prêmio Emmy Internacional de Televisão em 1993.

### Vinheta de abertura
Quem aparece na abertura da novela é a modelo Mônica Fraga. A modelo tornou-se atriz e tem participado de novelas globais, como Tropicaliente e Senhora do Destino. Através da computação gráfica, o corpo da modelo foi transformado em rochas e montanhas. As gravações da vinheta de abertura foram feitas em Lençóis, na Chapada Diamantina, na Bahia, onde havia formas naturais que favoreciam a montagem desejada. Depois, em computador, suas pernas, rosto e colo ganhavam o contorno das paisagens da chapada.

## Exibição
Foi reexibida pelo Vale a Pena Ver de Novo de 10 de abril a 11 de agosto de 1995, substituindo Tieta (também de Aguinaldo Silva) e sendo substituída por Renascer.
Foi reexibida na íntegra pelo Viva de 26 de janeiro a 21 de agosto de 2015, substituindo A Viagem e sendo substituída por Cambalacho, às 14h30. 

### Exibição internacional
Pedra sobre Pedra foi vendida para Bolívia, Chile, Costa Rica, Cuba, El Salvador, Guatemala, Honduras, Nicarágua, Paraguai, Peru, Portugal, República Dominicana, Uruguai e Venezuela, entre outros países. A novela fez sucesso em Cuba, onde foi exibida com o nome Te Odio mi Amor, o título adaptado da novela veio da relação de amor e ódio entre Murilo e Pilar. Lima Duarte visitou Cuba e esteve em uma tradicional fábrica de charutos, que seu personagem fumava, e foi muito bem recebido pelos funcionários. Segundo o ator, o que conquistou o público cubano foi a relação de amor e ódio entre seu personagem e o de Renata Sorrah.

### Outras mídias
Em 18 de julho de 2022, foi disponibilizada na íntegra pelo Globoplay, como parte do Projeto Resgate.

## Música

### Volume 1
Capa: Adriana Esteves
| N.º | Título                                               | Música          | Personagem         | Duração |  |
| 1.  | "Entre a Serpente e a Estrela (Amarillo By Morning)" | Zé Ramalho      | Murilo e Pilar     | 3:03    |  |
| 2.  | "O Homem Que Amei (Someone That I Used To Love)"     | Fafá de Belém   | Pilar              | 4:07    |  |
| 3.  | "Cabecinha no Ombro" (part. Roberta Miranda)         | Fagner          | Jorge Tadeu        | 4:12    |  |
| 4.  | "Dona de Mim"                                        | 14 Bis          | Sérgio Cabeleira   | 3:42    |  |
| 5.  | "Regra do Jogo"                                      | Sá & Guarabira  | Cândido Alegria    | 5:12    |  |
| 6.  | "Madana Mohana Murari"                               | Homem de Bem    | Úrsula             | 6:14    |  |
| 7.  | "Pedras Que Cantam"                                  | Fagner          | Abertura           | 2:31    |  |
| 8.  | "Resplendor"                                         | André Sperling  | Queiroz            | 2:16    |  |
| 9.  | "O Que a Noite Faz"                                  | Elba Ramalho    | Lola               | 4:57    |  |
| 10. | "Esse Amor"                                          | Danilo Caymmi   | Leonardo           | 3:19    |  |
| 11. | "Medo"                                               | André Sperling  | Cenas de Ação      | 2:08    |  |
| 12. | "Herdeira da Noite"                                  | Ithamara Koorax | Marina             | 4:03    |  |
| 13. | "Como Se Fosse"                                      | Jim Porto       | Daniela e Tíbor    | 3:48    |  |
| 14. | "Vida Cigana"                                        | Instrumental    | Núcleo dos ciganos | 2:19    |  |

### Volume 2
Capa: Isadora Ribeiro
| N.º | Título                                   | Música                     | Personagem        | Duração |  |
| 1.  | "Pergunte Pro Seu Coração"               | Roberto Carlos             | Leonardo e Marina | 4:45    |  |
| 2.  | "Outono"                                 | Djavan                     | Leonardo e Marina | 4:16    |  |
| 3.  | "Passion"                                | Gipsy Kings                | Eliane e Yago     | 3:00    |  |
| 4.  | "Tomara"                                 | Alceu Valença              | Resplendor        | 3:28    |  |
| 5.  | "Negrinho do Pastoreio"                  | Be Happy                   | Alva              | 3:06    |  |
| 6.  | "Noturno Em Mi Bemol Maior, Op. 9, N° 2" | The Philadelphia Orchestra | Hilda             | 4:53    |  |
| 7.  | "Faz de Mim"                             | Dominguinhos               | Carlão e Vida     | 3:56    |  |
| 8.  | "Brincar de Ser Feliz"                   | Chitãozinho & Xororó       | Daniela e Tíbor   | 4:02    |  |
| 9.  | "Te Amo"                                 | Wanderléa                  | Ulisses e Jerusa  | 3:26    |  |
| 10. | "Fantasia"                               | André Sperling             | Vida              | 4:26    |  |
| 11. | "Valsa"                                  | Carlos Paredes             | Inês e Ernesto    | 2:40    |  |
| 12. | "Ritmo do Coração (Track Of Speed)"      | Instrumental               | Geral             | 3:32    |  |

## Repercussão
O cordão usado pela personagem Marina e um pingente da personagem de Úrsula viraram moda nacional. O figurino vibrante da cigana Vida, também fez sucesso. Por conta de um banho de cachoeira de sua personagem, Úrsula, e dos camisolões transparentes que ela usava, a atriz Andréa Beltrão virou sex symbol. A música tema de Úrsula, "Madana Mohana Murari", de Tomaz Lima, o "Homem de Bem", tornou-se uma das 10 músicas mais tocadas do Brasil na época. Foi a primeira vez que um mantra atingiu os meios de comunicação.
Gioconda Pontes (Eloísa Mafalda), chamava Eliane (Carla Marins), a filha de Cândido Alegria (Armando Bogus), de "bastardinha". Carla Marins foi o grande destaque do ano, se tornando capa da edição de 17 anos de aniversário da revista Playboy, em agosto de 1992.
Uma das cenas mais marcantes da novela, foi a do assassinato do retratista Jorge Tadeu (Fábio Jr.), encontrado morto, em sua cama, enquanto borboletas sobrevoavam seu corpo. Essa cena foi ao ar no capítulo de número 30, no ar em 8 de fevereiro de 1992, um sábado. A pergunta "Quem matou Jorge Tadeu?!" parou o país. As namoradas do personagem foram vividas por Andréa Beltrão, que fazia a esfuziante Úrsula; a delegada Francisquinha, a fogosa Rosemary, personagem de Elizângela; a ingénua Suzana, personagem de Isadora Ribeiro; e a discreta Ximena, personagem de Nívea Maria. Outra cena marcante foi a do último capítulo, em que Cândido Alegria (Armando Bogus), se transforma em pedra.
A questão do racismo foi apresentada quando o padre Otoniel, de Antônio Pompêo assume a paróquia de Resplendor e provoca a ira racista de Gioconda Pontes, de Eloísa Mafalda.

### Audiência
Sua média geral de 57 pontos e considerada a 6ª de maior audiência da história da televisão brasileira.

### Legado
Os autores Aguinaldo Silva e Ricardo Linhares reviveram o personagem Murilo Pontes, interpretado por Lima Duarte, como forma de homenagear o ator, na novela A Indomada, exibida em 1997. O personagem participou de uma partida de pôquer em Greenville, cidade fictícia onde a novela era ambientada. O texto de A Indomada também fez várias referências a Pedra sobre Pedra. Quando Murilo Pontes encontrou Zenilda (papel de Renata Sorrah, que fez Pilar em Pedra sobre Pedra), ele perguntou a ela se os dois não se conheciam de algum lugar. Ela responde que talvez de alguma outra encarnação. A personagem Altiva, de Eva Wilma, também fazia comentários sobre a mulher de Pontes, Hilda (personagem da atriz em Pedra sobre Pedra). A fictícia cidade de Serro Azul, referida muitas vezes pelos personagens como um município vizinho de Resplendor, foi reutilizada da mesma forma em tramas futuras de Aguinaldo Silva e Ricardo Linhares como Fera Ferida, A Indomada e Saramandaia. Pedra Sobre Pedra não possuiu a trilha sonora de músicas internacional, no mesmo caso ocorreu em Tieta de 1989 dos mesmos autores.

### Prêmios
Troféu APCA (1992):
- Melhor Ator - Armando Bógus

Troféu Imprensa de 1993 (1992):
- Melhor Novela
- Melhor Ator - Lima Duarte